# Scritture di assestamento
Le scritture di assestamento sono scritture contabili che si compongono al termine dell'esercizio economico per trasformare i valori di conto in valori di bilancio, cioè in valori idonei a rappresentare il reddito d'esercizio e il patrimonio di funzionamento.

## Utilizzo e distinzione: completamento, integrazione, rettifica e ammortamento
Il punto di partenza del complesso di operazioni contabili che conducono alla formazione dei conti finali di bilancio è la situazione contabile redatta al termine delle rilevazioni d'esercizio, la quale esprime i valori di conto quali risultano per effetto dei fatti di gestione manifestatisi finanziariamente nel corso dell'esercizio stesso.
Le scritture di assestamento rappresentano la traduzione in contabilità dell'applicazione di una serie di criteri di valutazione e di principi contabili previsti per la formazione del bilancio. Tramite queste scritture, si determina la competenza dei componenti positivi e negativi del risultato dell'esercizio (utile o perdita) e gli elementi del patrimonio di funzionamento.
Le scritture di assestamento si distinguono in:
- Scritture di completamento;
- Scritture di integrazione;
- Scritture di rettifica;
- Scritture di ammortamento.

### Scritture di completamento
Le scritture di completamento rilevano temporaneamente ed economicamente operazioni in precedenza non registrate.
Il principio usato è quello della competenza economica
Tali variazioni origineranno modificazioni nella consistenza di tali valori finanziari, quali il denaro in cassa, i c/c bancari e postali, i crediti verso clienti, ecc. Tra questo tipo di scritture troviamo le rilevazioni di:
- Interessi maturati sui c/c bancari e postali;
- Interessi maturati nei confronti di clienti e fornitori;
- Fitti attivi e passivi;
- Cedole con scadenza 1/1.
- Il TFR maturato nell'esercizio: debito a formazione progressiva che, dati il meccanismo di calcolo e l'incertezza del momento in cui avverrà il pagamento, può considerarsi un debito da liquidare. Il calcolo della quota di TFR  maturata nell'esercizio deve essere effettuato in base alle disposizioni contenute nell'art. 2120 del Codice Civile, le quali prevedono che essa comprenda:
  - La quota annua;
  - La rivalutazione dei debiti per TFR.                                                                                                                                                                                                                  (L'incremento del debito per TFR sarà al netto del recupero contributivo dello 0.50% delle retribuzioni lorde liquidate nell'esercizio).

Per la valutazione dei crediti si possono trovare 3 casi:
- il credito  è sicuramente esigibile, viene iscritto nel bilancio al valore nominale;
- il credito è di dubbia o parziale esigibilità, è necessario attivare un fondo rischi (fondo svalutazione crediti);
- il credito è di sicura inesigibilità; occorre procedere allo stralcio o eliminazione del credito rilevando una perdita. Se il credito è sorto nell'esercizio in corso si rileva contabilmente: crediti v/clienti e perdita d'es. Se il credito è nell'esercizio precedente si rileva: sopravvenienza passiva e crediti v/clienti. 
- al conto debiti IVA v/Erario, se si tratta di un saldo a debito;
- al conto crediti IVA v/Erario, se si tratta di un saldo a credito.

Con la stessa filosofia sarà collocato al conto debiti verso Istituti di previdenza o al conto crediti v/Istituti di previdenza l'eventuale credito o debito verso istituti di previdenza a seconda del segno che assume lo sbilancio tra gli anticipi per conto dell'INPS e i contributi da versare.

### Scritture d'integrazione
Le scritture d'integrazione “immettono” nel sistema dei valori di bilancio alcuni componenti di reddito la cui manifestazione monetaria avrà luogo nel futuro o nei futuri esercizi, ma che sono di competenza del periodo che si chiude. 
Tali valori di reddito sono misurati da valori finanziari presunti: ratei, crediti e debiti da liquidare, fondi per oneri futuri e fondi rischi. Di seguito alcuni esempi:
- I ratei attivi e passivi: i ratei sono valori finanziari presunti che misurano quote di costi o ricavi che si manifestano monetariamente in via posticipata ma che, proporzionalmente al tempo decorso, sono di competenza dell'esercizio. Si avranno pertanto ratei passivi, in quanto la loro rilevazione sia effettuata in via posticipata, sui seguenti costi: interessi passivi su mutui, interessi passivi su riporti, interessi passivi su obbligazioni emesse e fitti passivi di locali a uso magazzino o adibiti ad uffici. Si avranno, invece, ratei attivi quando siano a rilevazione posticipata, relativamente ai seguenti ricavi: interessi attivi su capitali dati a prestito, interessi attivi su titoli a reddito fisso, interessi attivi per dilazione di pagamento e fitti attivi di fabbricati di proprietà dati in locazione.
- Fatture da ricevere e da emettere: si riferiscono ad operazioni già avvenute, per le quali, tuttavia, non si è ancora emesso o ricevuto il relativo documento in base al quale avviene di norma la loro contabilizzazione. Casistiche:
  - Nelle vendite con fatturazione differita le merci risultano già consegnate, ma la relativa fattura sarà emessa entro la fine del successivo mese di gennaio, naturalmente il ricavo di vendita è di competenza dell'esercizio che si chiude.
  - Nel caso di acquisti in attesa di fattura siamo di fronte a merci già consegnate per le quali non si è ancora ricevuta fattura; poiché tali merci figureranno tra le rimanenze o sono già state vendute si impone la contabilizzazione a fine esercizio (in modo analogo si rileveranno i costi di competenza per consumi di energia elettrica, acqua, gas, e altri servizi).
- Altri debiti e crediti da liquidare: oltre alle fatture si possono avere note di accredito da emettere nei  confronti di clienti per abbuoni concessi, per resi di merci o per premi da liquidare e note di accredito da ricevere da fornitori per le medesime cause. E ancora in relazione alle vendite o agli acquisti per i quali siano stati pattuiti sconti di quantità (premi) da commisurare al volume annuo delle negoziazioni, si dovranno rilevare i premi da liquidare ai clienti a da ricevere dai fornitori:
- Fondi  per rischi e oneri: il principio di competenza economica impone di considerare alcuni costi e perdite che sono di pertinenza dell'esercizio in corso perché in esso risiede la loro causa generatrice. Tali costi e perdite sono contabilmente misurati da valori finanziari presunti che prendono appunto il nome di fondi per rischi ed oneri. I fondi per rischi e oneri sono valori finanziari presunti che rappresentano la previsione di future perdite o di futuri esborsi che si ricollegano all'incerto verificarsi di eventi sfavorevoli in corso alla fine dell'esercizio. Si possono ricordare i seguenti:
  - Fondo imposte: serve per fronteggiare il rischio di decisioni sfavorevoli in merito a controversie già in atto con gli uffici fiscali;
  - Fondo responsabilità civile: fronteggia il rischio per l'azienda possa essere chiamata a risarcire i danni da essa causati a terzi e non coperti da assicurazione;
  - Fondo per controversie legali: pone a carico dell'esercizio gli oneri che potrebbero derivare da cause legali;
  - Fondo rischi su cambi: relativo alle eventuali perdite previste in relazione al complesso delle partite attive e passive in valuta estera.
  - Fondo rischi su crediti: si ricollega al rischio generico di inesigibilità dei crediti, da precisare che:
    - I crediti ritenuti sicuramente inesigibili vengono annullati, rilevando in contropartita una perdita su crediti oppure, se risalgono ad esercizi precedenti, utilizzando contabilmente il conto fondo rischi su crediti ove esista e sia sufficiente;
    - I crediti di dubbia esigibilità vengono totalmente o parzialmente svalutati, rilevando una variazione economica negativa nel conto svalutazione crediti e accreditando il conto  fondo svalutazione crediti;
    - I crediti di normale inesigibilità, per i quali sussiste sempre il rischio generico, danno luogo alla costituzione o all'adeguamento del fondo rischi su crediti.

### Scritture di rettifica
Con le scritture di rettifica si rinviano al futuro costi e ricavi  che, essendosi già manifestati sotto il profilo finanziario, non sono ancora stati rilevati. Nell'ambito di queste scritture considereremo: 
- Le rimanenze di magazzino: nell'aspetto contabile sono complessi di costi d'esercizio che si rinviano al futuro come rettifica indiretta e indistinta dei costi di acquisizione e di gestione delle merci, degli imballaggi e degli altri materiali di consumo. Questa rettifica costituisce un insieme inscindibile di componenti negativi di reddito, occorrerà una: 
  - Valutazione delle rimanenze: deve essere effettuata al costo di acquisto ovvero al valore di realizzazione desumibile dall'andamento del mercato, se minore il valore di realizzazione si identifica generalmente con il prezzo di vendita al quale, in normali condizioni operative, i beni potrebbero presumibilmente essere ceduti sul mercato, dedotti gli oneri ancora da sostenere per il realizzo. Per costo di acquisto si intende il costo di fattura addebitato dal fornitore e i costi accessori direttamente imputabili all'acquisto e sostenuti per portare i beni nel luogo e nello stato in cui si trovano. Esistono vari metodi per la valutazione delle rimanenze:
    - Metodo del costo medio ponderato: consiste nell'assumere come costo la media ponderata dei costi di acquisto, integrati dei costi accessori;
    - Metodo FIFO: secondo il quale si ipotizza che le merci vengano vendute secondo l'ordine con cui sono state acquistate, sicché le rimanenze risultano idealmente costituite dalle quantità più recenti e sono vendute al costo effettivo degli ultimi acquisti;
    - Metodo LIFO: si impone che le merci che vengono vendute per prime siano quelle acquistate per ultime; le rimanenze si ritengono idealmente rappresentate dalle quantità acquistate in epoca più remota e la valutazione è pertanto effettuata al costo effettivo degli acquisti più lontani.

  - Rilevazione delle rimanenze:  dando luogo al rinvio di un complesso indistinto di costi d'esercizio che in tal modo verranno rettificati. Si avrà, pertanto, la rilevazione di un componente positivo di reddito cui si accompagna l'inserimento di un elemento attivo del patrimonio di funzionamento.
- I risconti attivi e passivi: scaturiscono dalla manifestazione e rilevazione anticipata di determinati costi o ricavi che maturano in base al tempo e che a fine esercizio si riconoscono parzialmente di competenza futura. Si avranno dei risconti attivi qualora abbiano liquidazioni anticipata e ripartita e coprano un periodo di tempo che si estende a due o più esercizi, relativamente ai seguenti costi: fitti passivi, interessi passivi, oneri di sconto di effetti commerciali, oneri di assicurazioni di ogni genere. Si avranno risconti passivi, sempre che abbiano manifestazione anticipata e siano proporzionali al tempo, i seguenti ricavi: fitti attivi, interessi attivi.

### Scritture di ammortamento
L'ammortamento è un procedimento tecnico - contabile con il quale si attua la ripartizione dei costi pluriennali nel tempo in funzione del loro presunto concorso alla produzione d'impresa.  L'articolo 2426 del codice civile pone delle regole: l'ammortamento deve essere sistematico, cioè che mira a evitare che gli ammortamenti vengano accelerati o rallentati nei vari esercizi. Il piano di ammortamento sistematico deve essere impostato a quote decrescenti. Sulla base dei programmi di utilizzazione dei beni materiali e immateriali, sarà necessario predisporre un piano di ammortamento, ovvero occorre definire:
- costo storico: il costo di acquisizione del bene che comprende gli oneri accessori;
- presunto valore di realizzo: è spesso uguale a zero, perché di solito si riferisce alla durata utile del bene;
- Valore da ammortizzare: è rappresentato dal costo di acquisizione diminuito del presunto valore di recupero, cioè del ricavo che si prevede di conseguire, al termine del periodo di utilizzo, cedendo il bene a terzi.
- Durata dell'ammortamento: significa prevedere la durata utile del bene, cioè il periodo di tempo per il quale esso sarà utilmente impiegato nei processi aziendali. A tal fine sarà necessario tenere presenti molteplici fattori: l'obsolescenza (indica in genere la perdita di valore di un bene causata dal progresso tecnologico), l'inadeguatezza delle dimensioni, i mutamenti dei mercati. La durata dell'ammortamento è la durata economica, cioè il tempo di prevista vita utile dei beni.
- Criterio di ripartizione: si riferisce alla modalità in cui, una volta definiti il valore da ammortizzare e la vita utile del bene, si perviene a stabilire l'entità delle quote da addossare ai vari esercizi. Esistono 2 modi di ripartizione: criteri matematici a quote costanti, criteri matematici a quote decrescenti.

L'ammortamento ha la funzione di definire il valore residuo del bene da iscrivere nel bilancio, valore che esprime l'ipotetico contributo che tali fattori a lento ciclo di utilizzo daranno alle produzioni future.
Contabilmente, l'ammortamento può essere rilevato in due modi distinti: attraverso l'ammortamento diretto (che rettifica direttamente il conto del bene ammortizzato modificandone il valore iscritto) o attraverso l'ammortamento indiretto (imputando le quote di ammortamento ad un conto detto "fondo ammortamento", in modo da poter costantemente vedere sia il costo storico del bene sia l'ammontare ammortizzato).
L'ammortamento diretto è così contabilizzato (es. ammortamento brevetti)
- Ammortamento brevetti e brevetti

L'ammortamento indiretto è così contabilizzato:
- ammortamento (immobilizzazione) e fondo ammortamento (immobilizzazione).